# Oreostemma
Oreostemma es un género de plantas con flores perteneciente a la familia de las asteráceas. Comprende 5 especies descritas y solo 3 aceptadas.

## Taxonomía
El género fue descrito por Edward Lee Greene y publicado en Pittonia 4(23): 224. 1900.

## Especies aceptadas
A continuación se brinda un listado de las especies del género Oreostemma aceptadas hasta junio de 2012, ordenadas alfabéticamente. Para cada una se indica el nombre binomial seguido del autor, abreviado según las convenciones y usos.
- Oreostemma alpigenum (Torr. & A.Gray) Greene
- Oreostemma elatum (Greene) Greene
- Oreostemma peirsonii (Sharsm.) G.L.Nesom